# Стерлядь (канонерская лодка)
Стерлядь — парусно-винтовая канонерская лодка, построенная г. Або (Финляндия) в 1854 году.

## Проектирование
Во время крымской (восточной) войны 1853—1856 годов, нашему Балтийскому флоту была поставлена задача обороны Кронштадта и Свеаборга, у противников было преимущество в паровых кораблях. Для парирования данного преимущества великий князь генерал-адмирал Константин Николаевич 29 мая 1854 года направил предложение командующему шхерной флотилии И. И. Шанцу составить проект шхерной паровой канонерской лодки. За основу планировалось взять чертежи гребных канонерских лодок. Материал лодки — сосна. Длина 36-39 м, при углублении 1,6 м. Мощность энергетической установки (парового двигателя) — 30 л. с. Предполагаемое вооружение три 60 фунтовых орудия (1-пудовый медный «единорог» образца 1830 года).

## Постройка
23 июня 1854 г приказом по Морскому министерству было поручено начать строительство винтовой канонерской лодки. И. И. Шанц заключил контракт 18 июля 1854 г с частной купеческой верфью на постройку корпуса канонерской лодки и с заводом «Эриксон и Кови» на постройку механизмов. Лодку заложили 22 июля 1854 г. Основной материал финляндская сосна. 21 декабря 1854 канонерская лодка получила наименование «Стерлядь».

## Технические характеристики
- Длина — 33,52 м
- Ширина с обшивкой — 5,94 м.
- Средняя осадка 1,9 м.
- Водоизмещение полное — 178,5 т.
- Экипаж 40 чел.,
- Энергетическая установка:
- Два котла;
- одноцилиндровая паровая машина — 30 л. с.
- Винт системы Гриффита, диаметр — 1,778 м.
- Скорость под парами: 6,38 уз.

## Эксплуатация
В середине сентября 1854 года лодка была спущена и уже 30 сентября приняв контр-адмирала И.И. фон Шанца, командира, 40 человек команды, заводского механика Кови вышла из Або в Свеаборг. В Свеаборге лодка перевооружена на 68-фунтовые короткие пушки. 10 ноября 1854 года лодка прибыла в Кронштадт.